# Тобілевич Микола Миколайович
Тобілевич Микола Миколайович (* 26 березня 1897 — † 18 грудня 1963) — підполковник Армії УНР. Син видатного українського актора та режисера Миколи Садовського. Закінчив Єлисаветградське кавалерійське училище (1917). Останнє звання у російській армії — прапорщик.

## Життєпис

Провідні члени Легії Українських Націоналістів. Сидять зліва направо: Микола Сціборський, Микола Тобілевич, Теофіл Пасічник-Тарнавський, Леонід Костарів, Максим Загривний. Стоять зліва направо: Юрій Руденко, Юрій Артюшенко, Дмитро Пасічник, Роман Минів, Дмитро Демчук, Олександр Чехівський, Костянтин Дударів, Ярослав Герасимович

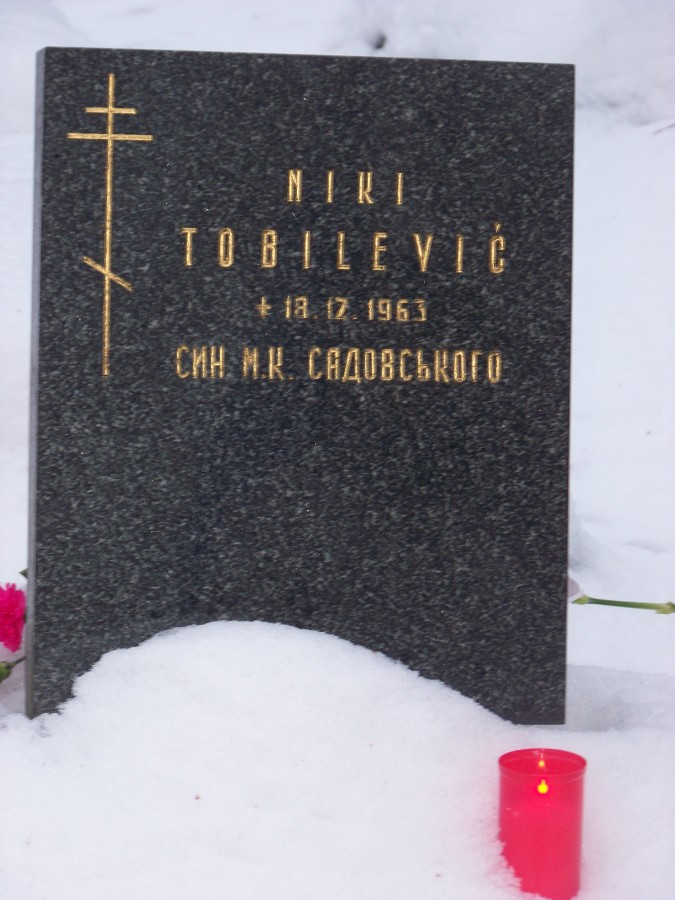
Надгробний камінь Миколи Тобілевича на Ольшанському цвинтарі, Прага

Проживав перші роки у Прилуцькому повіті Полтавської губернії. З 1910 року навчався в Прилуцькій гімназії.
У 1917 році закінчив Єлизаветградське кавалерійське училище. Учасник Першої світової війни.
З 30 квітня 1918 року молодший старшина кінного дивізіону при Головному управлінні Генерального штабу Української Держави. У листопаді цього ж року командир сотні кінного полку Головного управління Генерального штабу Армії Української Держави.
C 30 квітня 1918 — молодший старшина кінного дивізіону при Головному управлінні Генерального штабу Армії Української Держави. З 20 листопада цього ж року — командир сотні кінно-гонецкого полку Головного управління Генерального штабу.
З 5 лютого 1919 року — командир сотні Лубенського кінного полку Дієвої армії УНР. З 20 квітня 1919 року — старшина для доручень командувача Східного фронту, а з 7 червня цього ж року — командир сотні 2-го кінного полку імені Макисм Залізняка. З 30 квітня 1920 — молодший старшина 2-го Галицького кінного полку Галицької армії.
З 10 липня 1920 року — старшина для зв'язку при частинах Польської армії, а з 6 листопада цього ж року — молодший старшина третього генерал-квартирмейстерства Генерального штабу Армії УНР.
У квітні-листопада 1921 року Микола Тобілевич брав участь у Другому Зимовому поході.
Згодом перебував в еміграції в Польщі, потім в Чехословаччині. З 3 лютого 1929 дійсний член ОУН у Празі.
Помер у січні 1964 року в Празі, Чехословаччина. Похований на Ольшанському цвинтарі.

## Джерело
- Збірник військовослужбовців дієвої армії УНР